# Urmia (circoscrizione elettorale)
La Circoscrizione di Urmia è un collegio elettorale iraniano istituito per l'elezione dell'Assemblea consultiva islamica. 

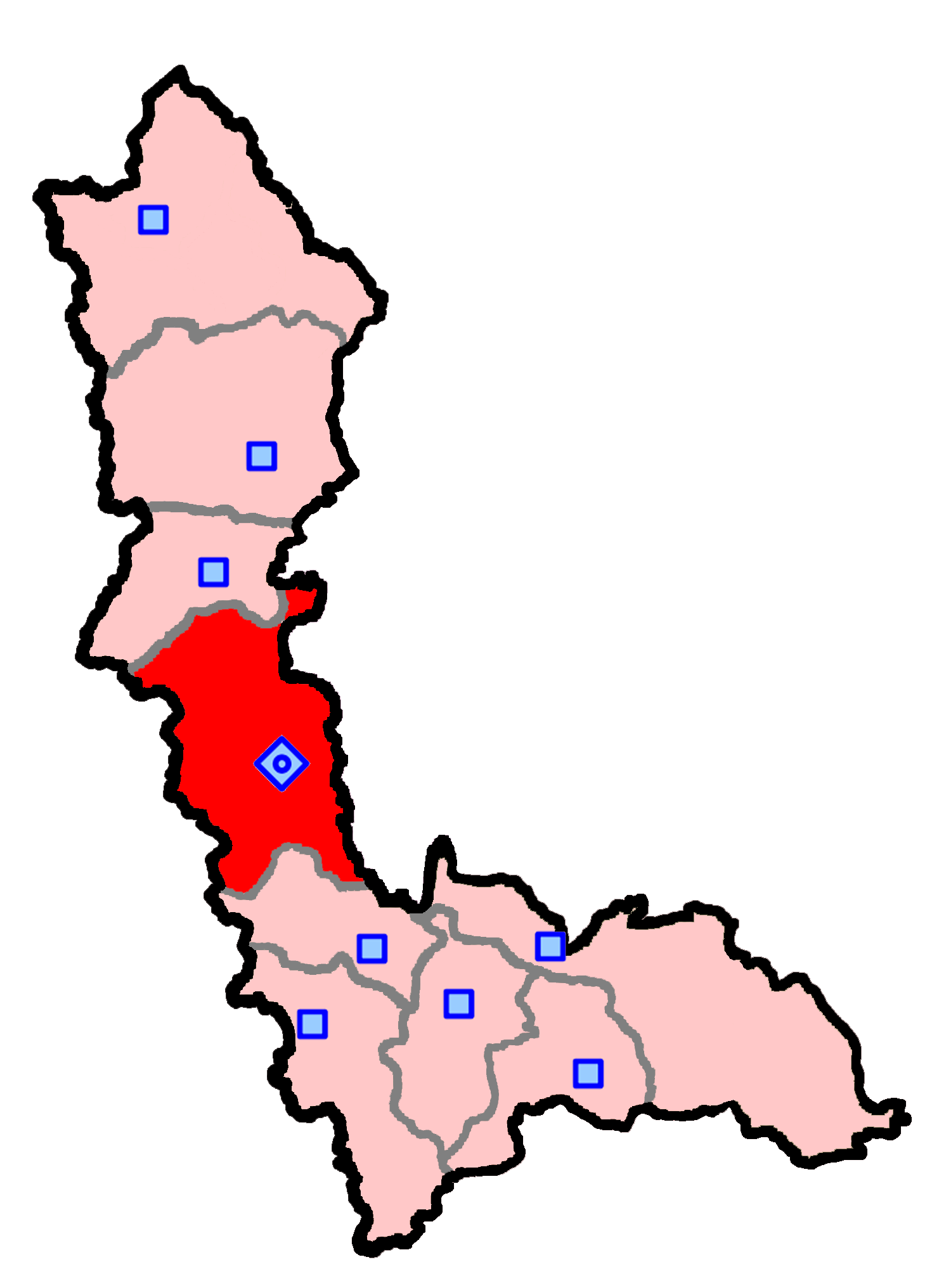
La circoscrizione di Urmia, all'interno dell'Azerbaigian Occidentale

## Rappresentanti
Javad Jahangirzadeh ha rappresentato la circoscrizione dal 28 maggio 2004 al 28 maggio 2016.
Nader Ghazipour rappresenta la circoscrizione in parlamento dal 28 maggio 2008. Oltre a lui, durante le Elezioni parlamentari in Iran del 2016, sono stati eletti Hadi Bahadori e Rohollah Hazratpour.